# Exèrcit Nacional d'Alliberament de l'Iran
L'Exèrcit Nacional d'Alliberament de l'Iran fou la branca armada de l'organització política Mujahedins del Poble (Mojahedin-e-kalq, MEK).
L'Exèrcit fou creat amb l'ajut de Saddam Hussein vers el final de la guerra Iran-Iraq (1988), amb 7000 membres del muhajedins. La seva primera acció important fou el 26 de juliol de 1988 quan van ocupar i destruir Islamabad-e Gharb. Una vegada va acabar el suport aeri iraquià en entrar més endins de territori iranià, es van haver de retirar. Cap d'altres operacions va ser molt important.
El 2003 les forces de la coalició van desmantellar els seus camps i van detenir a la majoria dels seus membres. Alguns foren acusat d'ajudar a Saddam contra els kurds i els xiïtes el 1991.
Des del 2007 està a algunes llistes d'organitzacions terroristes.

## Galeria

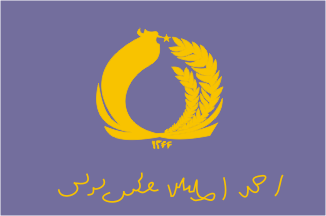
Bandera, versió groc en blau.propra
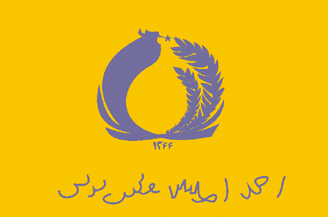
Bandera, versió blau-propra en grc
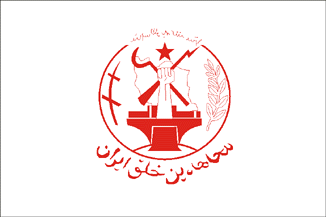
Bandera dels Muhajedins del Poble